# Simón Mascarino
Simón Mascarino (fl. 1720-1721) fue un corsario portugués al servicio de España. Fue un notorio guardacostas durante muchos años antes de ser capturado por las autoridades británicas.

## Biografía
Mascarino capitaneaba la balandra Revenge, que había sido capturada de manos inglesas por guardacostas españoles años antes. Reuniendo una tripulación de todas las nacionalidades y razas, y con patente de corso concedida en Santiago de Cuba, asoló durante veinte años la marina mercante inglesa de Jamaica.
En 1721, su nave fue capturada tras un saqueo. Los británicos le acusaron de piratería, ya que se probó que muchos de sus actos habían tenido lugar en tiempos de paz entre sus naciones. Los miembros franceses de su tripulación fueron enviados a Saint-Domingue, donde se les ejecutó, mientras que los negros y los mulatos fueron esclavizados siguiendo la costumbre inglesa a menos que pudieran demostrar que eran libertos, cosa que sólo algunos pudieron. En el barco se encontraron también marineros ingleses que los españoles habían mantenido como prisioneros y usados para trabajos forzados en La Habana.